# Босна (футбольный клуб)
«Босна» (босн. Bosna) — боснийский футбольный клуб из города Високо. Основан в 1953 году после слияния футбольных клубов «Ядран» (основан в 1923) и Раднички (основан в 1934). В настоящее время выступает во второй лиге Боснии и Герцеговины, третьем по силе дивизионе страны. Домашней ареной клуба «Босна» является стадион «Люк», вместимость которого составляет 6 000 мест. В сезоне 1998/99 стала обладателем кубка Боснии и Герцеговины. В сезоне 2012/13 «Босна» заняла 13-е место в первой лиге и попала в стыковые матчи, где уступила и опустилась во вторую лигу страны.

## Достижения
- Обладатель Кубка Боснии и Герцеговины: 1999
- Серебряный призер Чемпионата Боснии и Герцеговины: 1999
- Бронзовый призёр Чемпионата Боснии и Герцеговины: 1997
- Обладатель Суперкубка Боснии и Герцеговины: 1999.